# Giáo hoàng Stêphanô VIII
Stêphanô VIII (Latinh:Stephanus VII hoặc IX) là vị giáo hoàng thứ 127 của Giáo hội Công giáo. Stêphanô là người kế nhiệm Giáo hoàng Lêô VII. Theo niên giám tòa thánh năm 1806 thì ông đắc cử Giáo hoàng năm 939 và ở ngôi Giáo hoàng trong 3 năm 4 tháng 15 ngày. Niên giám tòa thánh năm 2003 xác định triều đại của ông bắt đầu vào ngày 14 tháng 7 năm 939 và kết thúc vào tháng 10 năm 942.
Giáo hoàng Stêphanô IX sinh tại Rôma. Ông được đắc cử Giáo hoàng với sự phê chuẩn của Alberic và phải chịu đựng sự hiện diện rất khó chịu của Alberic ở Rôma. Trong những năm đó Berengar II được làm vua nước Ý qua cách biểu quyết hoan hô nhiệt liệt.
Stêphanô IX giúp vua Louis IV của Oltremare chống lại cuộc dấy loạn của các chư hầu người Pháp. Ông cố gắng thuyết phục các lãnh chúa bên Đông cũng như bên Tây tôn trọng các nguyên tắc cứu độ của Tin Mừng.